# Cypa
Cypa é um gênero de mariposa pertencente à família Bombycidae.